# Nội các Bộ trưởng Eritrea
Nội các Bộ trưởng Eritrea, do Tổng thống Eritrea, Isaias Afwerki đứng đầu, và điều hành các hoạt động hàng ngày của Chính phủ Eritrea. Quốc hội Eritrea phê chuẩn tất cả các ứng cử viên hoạt động trong Nội các bao gồm
- Bộ trưởng Bộ Nông nghiệp - Arefaine Berhe
- Bộ trưởng Bộ Quốc phòng -
- Bộ trưởng Bộ Giáo dục - Semere Russom
- Bộ trưởng Bộ Năng lượng & Mỏ - Tướng Sebhat Ephrem
- Bộ trưởng Bộ Tài chính -
- Bộ trưởng Bộ Thủy sản & Tài nguyên biển - Tewolde Kelati
- Bộ trưởng Bộ Ngoại giao - Osman Saleh Mohammed
- Bộ trưởng Bộ Y tế - Amna Nurhusein
- Bộ trưởng Thông tin - Yemane Gebremekel
- Bộ trưởng Bộ Tư pháp - Fozia Hashim
- Bộ trưởng Bộ Lao động & Phúc lợi Con người - Kahsay Gebrehiwet
- Bộ trưởng Bộ Đất, Nước & Môi trường - Tesfai Gebreselassie
- Bộ trưởng Bộ Phát triển Quốc gia - Gergish Teklemichael, Dr.
- Bộ trưởng Bộ Công chính - Abraha Asfaha
- Bộ trưởng Bộ Du lịch - Askalu Menkerios
- Bộ trưởng Bộ Thương mại & Công nghiệp - Nesredin MSA Bekit
- Bộ trưởng Bộ Giao thông vận tải - Tesfaselasie Berhane
- Bộ trưởng chính quyền địa phương - Woldemichael Araha